# 黄雪轮
黄雪轮（学名：Silene otites）为石竹科蝇子草属的植物。分布于欧洲以及中国大陆的新疆等地，属中国原产的植物（非从国外引种）。

## 形态特征
1. 叶：
  - 基生叶：叶片匙形，长4-6厘米，宽5-12毫米；基部渐狭成长柄状，顶端圆钝或具凸尖。
  - 茎生叶：狭小，叶片线状匙形。
2. 花序：  假轮伞状圆锥花序。
3. 花部结构：
  - 花梗：纤细，长4-10毫米，无毛。
  - 花萼：钟形，长4-6毫米，无毛；萼齿小，顶端钝。
  - 花瓣：淡绿色，线状倒披针形，全缘；爪部无毛；副花冠缺失。
  - 雌雄蕊：雌雄蕊柄几无；雄蕊微外露。
4. 果实：  蒴果卵形或近圆形，长3.5-5 (-6) 毫米，微长于宿存萼。
5. 种子：  肾形，细小。

细胞学特征：
染色体数 2n=24。
物候期：
- 花期：6-7月
- 果期：8月[1]